# Hougang
Hougang – stacja podziemna Mass Rapid Transit (MRT) na North East Line w Singapurze. Stacja znajduje się w centralnej części Hougang New Town.